# Ciento dieciocho
El ciento dieciocho (118) es el número natural que sigue al 117 y precede al 119.

## En matemáticas
- El 118 es un número compuesto, que tiene los siguientes factores propios: 1, 2 y 59. Como la suma de sus factores es 62 < 118, se trata de un número defectivo.
- 118 es también un número de Erdős-Woods.[1]
- Existen cuatro posibilidades donde 118 es la suma de tres enteros positivos que además tienen el mismo producto:

14 + 50 + 54 = 15 + 40 + 63 = 18 + 30 + 70 = 21 + 25 + 72 = 118 y
14 × 50 × 54 = 15 × 40 × 63 = 18 × 30 × 70 = 21 × 25 × 72 = 37800.
- 118 es el número más pequeño que se puede expresar como cuatro sumas con números con el mismo producto.[2]

## En ciencia
- El 118 es el número atómico del oganesón.

## En otros campos
El 118 es:
- El comienzo de los número s de información en el Reino Unido,[3] Francia, Alemania, Grecia, Letonia, Suecia, Irlanda, Irán y Turquía.
- El número de teléfono de emergencia en el mar en Japón
- El número de teléfono de emergencia contra incendios en Suiza
- El número de teléfono de emergencias médicas en Bolivia e Indonesia
- El teléfono de emergencias médicas y de rescate alpino en Italia